# Adrien Baillet

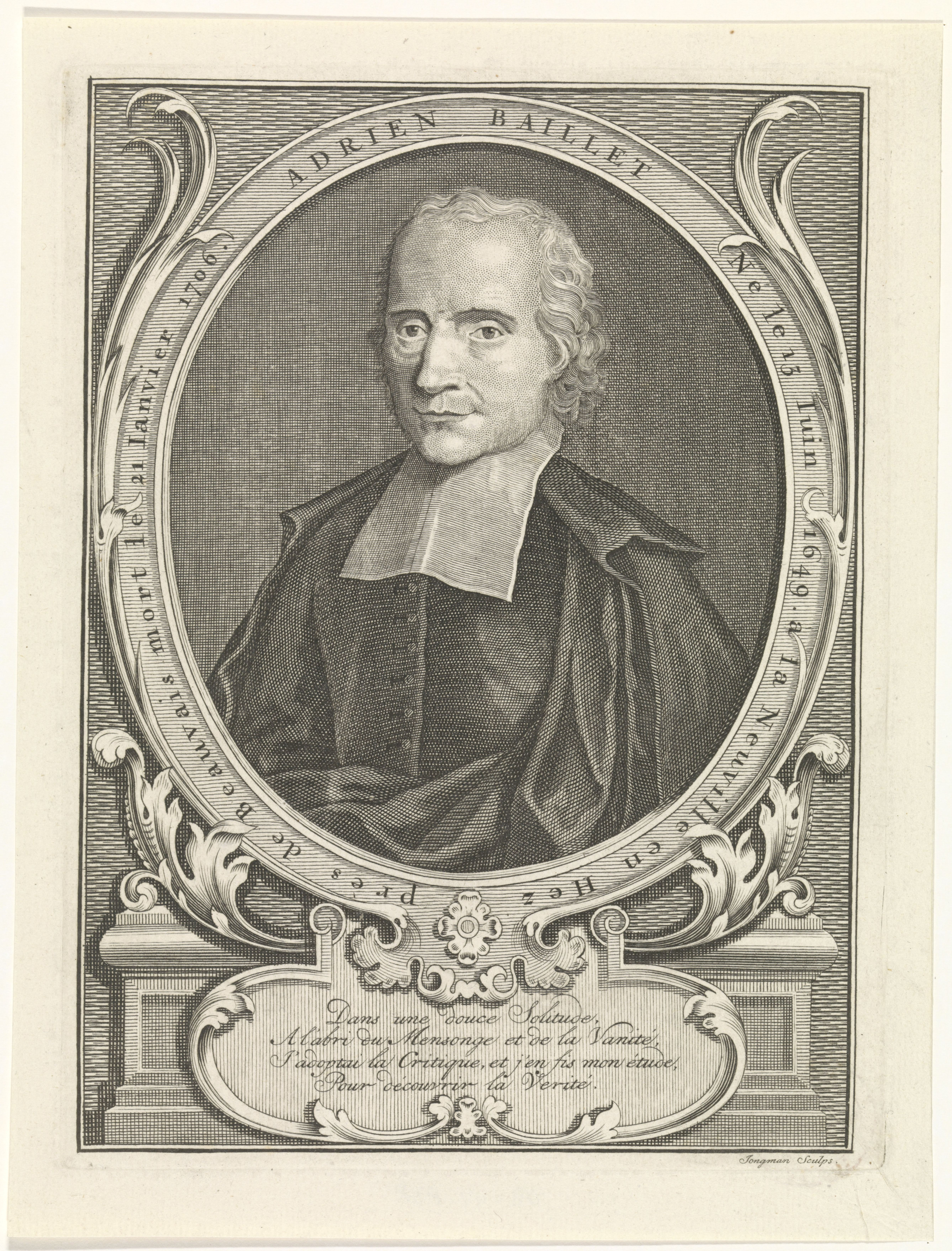
Adrien Baillet

Adrien Baillet (La Neuville-en-Hez, 16 juni 1649 - Parijs, 21 januari 1706) was een Frans priester, bibliothecaris en geleerde.
Hij werd geboren in een arm gezin, maar de Cordeliers de la Garde namen hem op in hun klooster en bevorderden zijn toelating tot het College de Beauvais, waar hij leraar in humaniora werd. Hij werd priester gewijd in 1676. 
Na vier jaar vertrok hij naar Parijs waar hij bibliothecaris werd van Lamoignon. Zijn leven wijdde hij aan studie en afzondering. Hij maakte een catalogus van de bibliotheek en schreef talloze boeken over eruditie (bijvoorbeeld het curieuze ‘Des enfants célèbres’ (1688)), religie (de belangrijkste categorie) en geschiedenis. 
Tot die laatste groep behoort ook ‘Histoire de Hollande’. Histoire de Hollande werd anoniem gepubliceerd in 1698 te Parijs onder de naam M. de la Neuville.
- Bibliothèque nationale de France: cb11889890h (data)
- CiNii: DA00440863
- Gemeinsame Normdatei: 118651951
- International Standard Name Identifier: 0000 0001 1022 3775
- Library of Congress Control Number: n85010399
- Nationale Bibliotheek van Letland: 000290099
- Bibliotheek van het Japanse parlement: 00432082
- Nationale Bibliotheek van Tsjechië: mzk2003195862
- Nationale bibliotheek van Australië: 36552249
- Nationale Bibliotheek van Israël: 987007258026905171
- Nederlandse Thesaurus van Auteursnamen: 068164432
- Istituto Centrale per il Catalogo Unico: UBOV470478
- LIBRIS: 264722
- SNAC: w6mf443d
- Système universitaire de documentation: 026701022
- Trove: 1288127
- Virtual International Authority File: 22137973
- WorldCat: E39PBJkxP7Gd84y4ptgJDKjDMP